# Metaporana
Metaporana é um género botânico pertencente à família Convolvulaceae.

## Espécies
- Endémicas de Madagáscar
  - Metaporana conica Verdc.
  - Metaporana sericosepala Verdc.
  - Metaporana verdcourtii Deroin

A primeira e a segunda espécie assumem forma de liana e a terceira tem forma arbustiva.

### Outras espécies
- Metaporana angolensis
- Metaporana densiflora
- Metaporana obtusa (Balf. f.) Staples
- Metaporana obtusifolia
- Metaporana parvifolia